# 古賀忠道
古賀 忠道（こが ただみち、もしくは、こが ちゅうどう、1903年12月4日 - 1986年4月25日）は佐賀県出身の上野動物園初代園長。

## 略歴
1903年12月4日、佐賀県生まれ。東京帝国大学農学部獣医学科卒。東京市公園局・上野恩賜公園動物園（上野動物園の前身）勤務。1937年、それまでなかった園長制度設立とともに「初代園長」就任（1937年までは黒川義太郎が第2代監督）。動物園においては、子ども動物園の開園、おサル電車の設置、インドのネルー首相より贈られたアジアゾウのインディラを目玉とした移動動物園など、動物と人間の係わり合いを高める様々な試みを展開する。1962年の動物園創立80年記念行事を最後に園長を引退。同年3月、東京大学 農学博士。「鶴類の繁殖、とくに人工孵化育雛に関する研究」。元日本哺乳動物学会理事（1965年4月〜1967年3月）。
晩年は財団法人東京動物園協会理事長、世界自然保護基金（WWF）日本委員会設立などに関わり野生・動物保護に全力を尽くした。MBSテレビ『野生の王国』の監修も務めた。1986年4月25日、82歳で没した。翌1987年には彼の名を冠した古賀賞（動物園および水族館での動物繁殖において特に功績のあった業績に授与される）が設けられる。なお、有名な「動物園は平和なり」は彼が残した言葉である。

## 著書
- 古賀忠道『上野動物園と黒川翁』黒川翁記念碑建設會、1937年。 NCID BA88890212。

## 論文
- 国立情報学研究所収録論文 国立情報学研究所
- 古賀忠道 (1963-05-25). “高島さんと動物園（高島春雄氏追悼号）”. 動物分類学会会報 (日本動物分類学会) 29:  4-5. NAID 110002337218.